# Casa Senyorial de Lielauce
La Casa Senyorial de Lielauce (en letó: Lielauces muiža) és una casa senyorial a la històrica regió de Semigàlia, al Municipi d'Auce de Letònia. És una casa senyorial construïda a la fi del segle xix en estil clàssic o estil Imperi per al comte Medem i situada en la riba sud del Llac Lielauce.